# Martín Jaite
Martín Jaite (Buenos Aires, 9 de outubro de 1964) é um ex-tenista profissional argentino.